# بالتالی (شکی)
بالتالی (به لاتین: Baltalı) یک منطقه مسکونی در جمهوری آذربایجان است که در شهرستان شکی واقع شده است. بالتالی ۱۹۰۰ نفر جمعیت دارد.
اگر به دنبال تجربه‌ای اصیل از زندگی روستایی ایتالیا هستید، پالاتا می‌تواند مقصد مناسبی باشد. در این شهر می‌توانید از مناظر طبیعی زیبا، معماری سنتی و غذاهای محلی لذت ببرید. همچنین، پالاتا با شهر راشکوف در لهستان خواهرخوانده است.
اگر به دنبال تجربه‌ای اصیل از زندگی روستایی ایتالیا هستید، پالاتا می‌تواند مقصد مناسبی باشد.  در این شهر می‌توانید از مناظر طبیعی زیبا، معماری سنتی و غذاهای محلی لذت ببرید.  همچنین، پالاتا با شهر راشکوف در لهستان خواهرخوانده است.  